# Flanelsteek

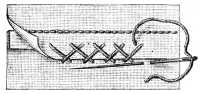
De flanelsteek, in dit geval gebruikt voor het vastzetten van de naadtoeslag. Ook bij deze toepassing is rekbaarheid van belang, vooral bij gekromde naden. Tekening uit de Encyclopedia of Needlework van Thérèse de Dillmont uit 1884

De flanelsteek is zowel een decoratieve borduursteek, als een steek die gebruikt kan worden bij het naaien van kledingstukken. De flanelsteek wordt in dat laatste geval vooral gebruikt bij het maken van zomen in elastische stof. De flanelsteek rekt door de schuine steken mee, zodat de steek niet breekt als de stof uitgerekt wordt. Met een gewone zoomsteek zou dat wel het geval zijn.

## Techniek bij zomen
Voor gebruik bij een zoom wordt de zoomtoeslag naar binnen gevouwen en eerst gespeld of geregen. Daarna wordt het kledingstuk eventueel nog gepast, zodat gecontroleerd wordt of de lengte goed is. De flanelsteek wordt gemaakt met de binnenkant van het kledingstuk naar voren. Bij het naaien wordt van links naar rechts gewerkt, waarbij de naald van rechts naar links wordt ingestoken (bij een rechtshandig persoon; een linkshandige werkt andersom). Bij de steek worden met de naald slechts enkele draden opgenomen van de stof die aan de goede zijde zichtbaar is, zodat aan de goede kant slechts een klein steekje zichtbaar is. Gebruik garen met dezelfde kleur als de stof.

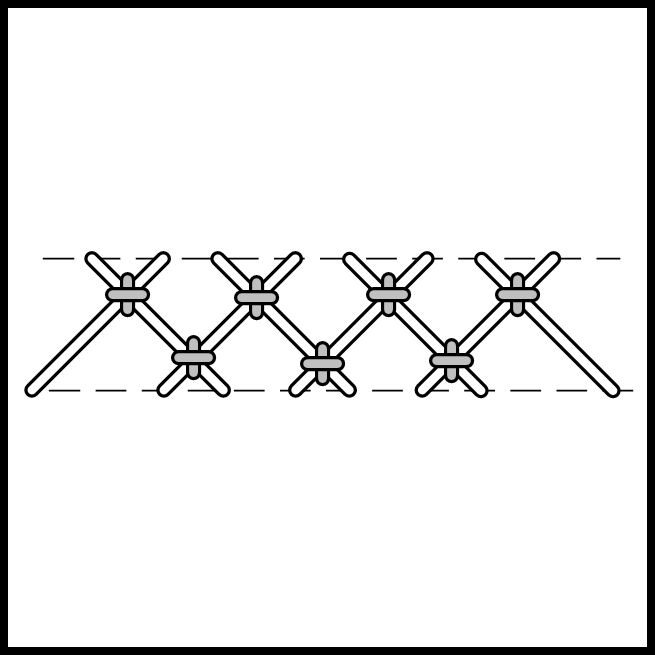
De flanelsteek met extra kruisjes versierd.

## Techniek bij borduren
Bij het borduren kan zowel van links naar rechts als van boven naar beneden gewerkt worden met de flanelsteek. De steek is zelf al decoratief, maar kan op verschillende manieren verder versierd of dikker gemaakt worden, bijvoorbeeld door een draad om de steken heen te slingeren, of door de steken met extra steekjes vast te zetten.
De flanelsteek kan bij het borduren ook dubbel uitgevoerd worden, of in meerdere rijen, teneinde een vlakvulling te bereiken. Het resultaat is dikker dan bij gebruik van de gewone kruissteek.